# 대한제국 육군무관학교
육군무관학교(陸軍武官學校) 또는 대한제국 육군무관학교는 대한제국의 육군 장교 양성 기관이다. 한국육군무관학교로도 불린다.

## 역사
1896년 1월 설치되었으나 아관파천으로 인해 불과 5명의 졸업생만을 배출하고 문을 닫았다가 대한제국 수립 이듬해인 1898년에 신식 장교를 양성하기 위해 다시 설치되었다. 1907년의 대한제국군 해산 후에도 남아 있다가 1909년 폐교되었다.

## 졸업생 관련
졸업생 수는 282명이며, 이 가운데 14명이 한일 병합 조약 체결 당시 조선총독부 관리로 근무하고 있었다. 반면 1905년에 입학한 김좌진과 같이 이 학교에서 습득한 군사 경험을 토대로 무장 항일 운동을 이끈 인물도 있었다.

## 학교 동문

### 주요 졸업생
- 박승환 : 황실근위 시위대 제1연대 대대장 (육군 참령)
- 김좌진 : 청산리 대첩 당시 지휘관
- 신규식 : 대한민국 임시정부 국무총리
- 신팔균 : 대한통의부 의용군 사령관
- 오영선     : 대한민국 임시정부 군무부 부장
- 이장녕 : 대한독립군단 참모총장
- 이항직 : 조선총독부 중추원 참의
- 이동휘     : 대한민국 임시정부 국무총리

```
             강화 진위대대 대장 참령
```

- 지청천 : 광복군 총사령관 (재학 중 일본 유학)
- 조철호 : 조선소년군 총사령관